# Erwin Negelein

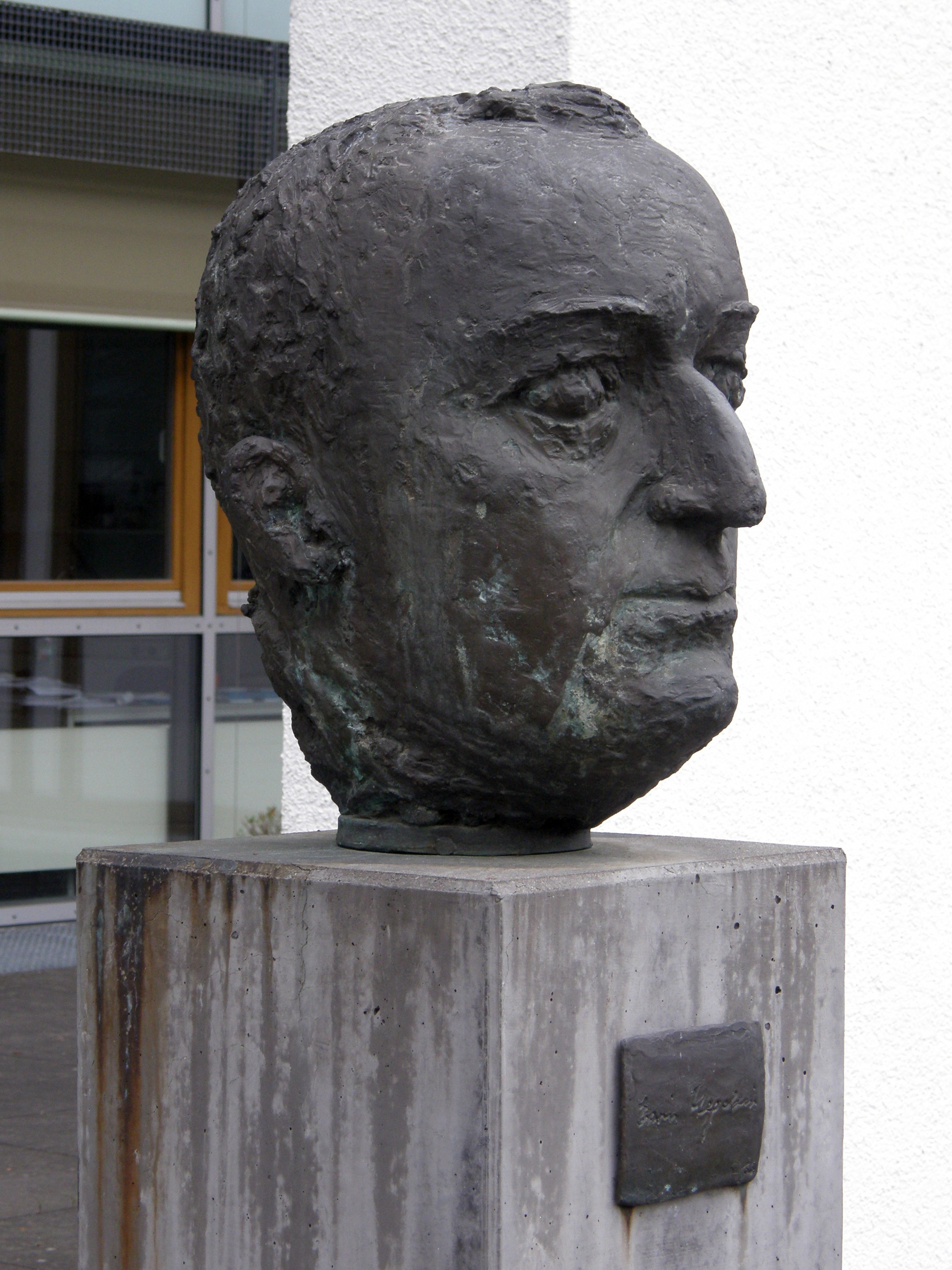
Büste Negeleins auf dem Biomedizinischen Campus Berlin-Buch

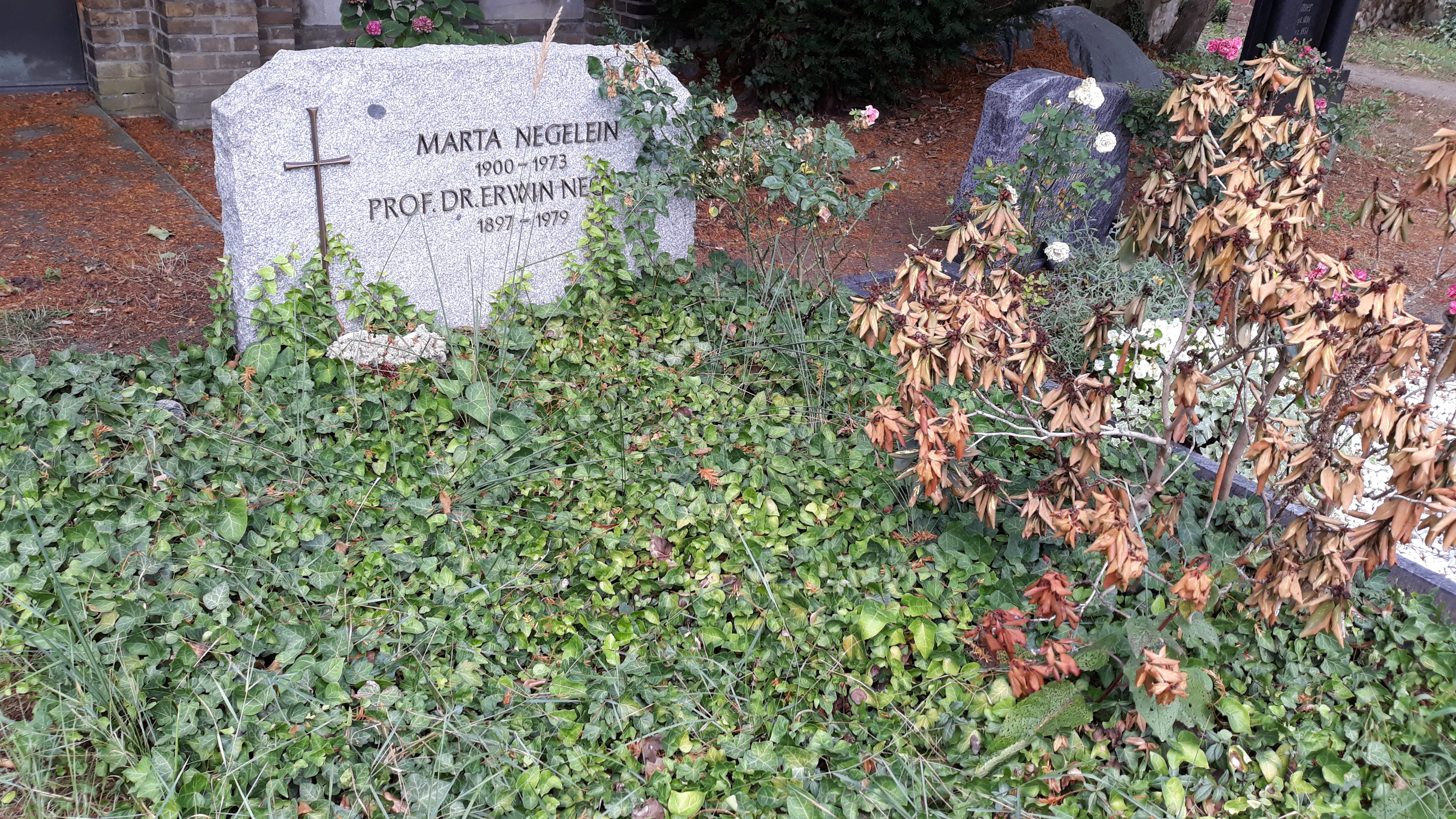
Das Grab von Erwin Negelein und seiner Ehefrau Marta geborene Geßler auf dem Evangelischen Friedhof Buch in Berlin.

Erwin Negelein (* 15. Mai 1897 in Berlin; † 7. Februar 1979 ebenda) war ein deutscher Biochemiker und Zellbiologe, der als Mitarbeiter von Otto Warburg und Karl Lohmann tätig war. Ab 1955 wirkte er als Professor an der Humboldt-Universität zu Berlin, von 1961 bis 1964 dann als Direktor des Instituts für Zellphysiologie der Deutschen Akademie der Wissenschaften zu Berlin. Er untersuchte insbesondere verschiedene Enzyme des Stoffwechsels der Kohlenhydrate und Aminosäuren, und entdeckte 1939 die auch als „Negelein-Ester“ bezeichnete Verbindung 1,3-Diphosphoglycerat, ein Zwischenprodukt der Glykolyse und der Gluconeogenese.

## Leben
Erwin Negelein wurde 1897 als Sohn eines Tischlermeisters in Berlin geboren. Er absolvierte zunächst eine Mechanikerausbildung und war anschließend ab 1919 am – vom späteren Nobelpreisträger Otto Warburg geleiteten – Kaiser-Wilhelm-Institut für Zellphysiologie in seiner Heimatstadt tätig. Nachdem er 1927 auf Anraten von Warburg das Reifezeugnis erworben hatte, absolvierte er berufsbegleitend ein Chemiestudium an der Universität Berlin, das er 1932 mit der Promotion abschloss. Bereits vorher veröffentlichte er zwischen 1920 und 1930 zusammen mit Warburg über 20 wissenschaftliche Publikationen, darunter Arbeiten zur Warburg-Hypothese über den Glucosestoffwechsel von Tumoren. Von 1932 bis 1945 war er wissenschaftlicher Mitarbeiter am Kaiser-Wilhelm-Institut für Zellphysiologie.
Nach dem Ende des Zweiten Weltkrieges war Erwin Negelein in Berlin-Buch am Institut für Medizin und Biologie der Deutschen Akademie der Wissenschaften zu Berlin, der späteren Akademie der Wissenschaften der DDR, tätig. In der Abteilung Biochemie fungierte er zunächst als Stellvertreter des Abteilungsleiters Karl Lohmann, später übernahm er die Leitung der Abteilung Zellphysiologie. Ab 1955 wirkte er darüber hinaus als Titularprofessor für physiologische Chemie an der Humboldt-Universität zu Berlin. Nach der Aufteilung des Bucher Akademieinstituts in mehrere Einzelinstitute im Jahr 1961 wurde er Direktor des neu entstandenen Instituts für Zellphysiologie. Sein Nachfolger in dieser Funktion war ab 1964 Heinz Bielka. 
Erwin Negelein war ab 1921 verheiratet und Vater eines Sohns und einer Tochter. Er starb 1979 in Berlin.

## Wissenschaftliches Wirken

Strukturformel des Negelein-Esters (1,3-Diphosphoglycerat)

Erwin Negelein beschäftigte sich während seiner Zeit am Kaiser-Wilhelm-Institut für Zellphysiologie vor allem mit der Reindarstellung von Enzymen des Stoffwechsels der Kohlenhydrate und Aminosäuren. So gelang ihm die erstmalige Kristallisation der Enzyme Alkoholdehydrogenase und Pyruvatkinase. Darüber hinaus trug er zur Aufklärung von Struktur und Funktion von Nicotinamidadenindinukleotidphosphat (NADP) bei. Während seiner Zeit an den Akademieinstituten in Berlin-Buch wandte er sich In-vitro-Untersuchungen zum Wachstum und Stoffwechsel von Tumoren zu und leistete insbesondere bei der Entwicklung von Methoden zur Wirkprüfung von Zytostatika grundlegende Beiträge.

## Auszeichnungen und Erinnerung
Erwin Negelein wurde 1962 mit dem Vaterländischen Verdienstorden in Bronze ausgezeichnet und 1972 zum Ehrenmitglied der Biochemischen Gesellschaft der DDR ernannt. An ihn erinnern das nach ihm benannte Erwin-Negelein-Haus, ein 1998 errichtetes biotechnologisches Laborgebäude auf dem biomedizinischen Campus Berlin-Buch (Erwin-Negelein-Haus), sowie eine vor dem Gebäude aufgestellte Portraitbüste der Bildhauerin Sabina Grzimek. Die von ihm entdeckte Substanz 1,3-Diphosphoglycerat, ein Zwischenprodukt des Kohlenhydrat-Stoffwechsels im Rahmen der Glykolyse und der Gluconeogenese, wird auch als „Negelein-Ester“ bezeichnet.

## Weiterführende Veröffentlichungen
- Thomas Eichhorst: Vom Mechaniker Warburgs zum Professor: Zum Wirken des Biochemikers Erwin Negelein (1897–1979). Dissertation an der Humboldt-Universität zu Berlin, Berlin 2000